# Йосиф Алоати
Йосиф Алоати (на италиански: Giuseppe Alloatti; на френски: Joseph Alloatti) е италиански католически духовник, лазарист, мисионер в Македония, дългогодишен преподавател в Солунската българска семинария, основател на обществото сестри евхаристинки.

## Биография
Роден е на 20 юли 1857 година във Виластелоне, край Торино, и в същия ден е кръстен в църквата „Свети Йоан Кръстител“. При раждането му лявото око му е сериозно повредено. В 1872 година поради проблеми със зрението е принуден да напусне гимназията и става заместник-директор в копринената фабрика на дядо си. Работи там две години и се твърди, че лявото му око е излекувано с вода от Лурд, осветена от Света Богородица Лурдска. В 1874 година влиза в лазаристкия колеж в Скарнафиджи, за да продължи образованието си, в 1877 година успешно завършва Философски му факултет и през есента постъпва в новициата на лазаристите в Киери край Торино. В 1878 година е изпратен в Торино да учи в семинария, която след четири години завършва и на 22 септември 1882 година е ръкоположен за свещеник от торинския архиепископ и започва да служи в родния си град. През октомври 1882 година е изпратен в мисията на лазаристите в Солун и през Марсилия и Цариград пристига в македонската столица на 30 октомври.
Преди всичко отец Алоати се посвещава на научаването на български език, който овладява като майчин, тъй като той е единственото средство за комуникация в македонските села. На 9 април 1889 година отец Йосиф и сестра му Кристина (Христина), приела монашеското име Еврозия, основават в Солун обществото на сестрите евхаристинки – изцяло българска религиозна общност, която е уникално явление в историята на българското униатство. Общността работи в сферата на благотворителността и просветната дейност. Организацията ѝ е заимствана от Дъщерите на милосърдието на Свети Викентий от Пола – сестрите викентинки. През 1892 г. евхаристинките пренасят центъра си в гевгелийското село Палюрци, закупено изцяло със средства на Йосиф Алоати. В Палюрци евхаристинките изграждат женски манастир, сиропиталище и земеделско училище за момчета. Бързо разкриват мисии в униатските селища Богданци (1900), Гевгели (1901), Сехово, Пирава (1905), Стояково (1908) и Долни Тодорак (1911). В навечерието на Балканската война евхаристинките наброяват около 40 монахини, почти изключително македонски българки. Манастирът става база на четите на ВМОРО. За да бъде по-близо до народа отец Алоати приема източния (униатския) обред. Отец Алоати пише:
| „ | Що се отнася до жертвите, аз мисля, че не съм пощадил нищо за спасението на моите мили българи. Религиозно и материално аз станах българин и наистина станах такъв до ноктите на ръцете и краката. Нашият Господ ми даде благодатта да свикна с всички неудобства, големи и малки, в тоя живот, тъй нов за мене. | “ |

След установяването на сръбската и гръцка власт в Македония в 1913 година, делото на отец Алоати е силно ограничено, но той остава в Македония и подпомага доколкото може българската кауза.
След края на Първата световна война в 1920 година, Алоати е изгонен от възстановените сръбски власти и се установява в България. В София той купува със свои средства къща и основава там Сиропиталище „Княгиня Евдокия“.
Заминава поради болест за Италия в 1926 година и умира в Киери на 27 март 1933 година.